# Unday Records
Unday Records is een Belgisch onafhankelijk platenlabel, opgericht in 2011 door Tim Beuckels en gevestigd in Gent. Sinds 2024 wordt het label gerund door Kenneth De Rooze. Unday is een sublabel van N.E.W.S. Records en focust voornamelijk op alternatieve, indie- en experimentele muziek. De eerste band die bij het label tekende was het Gentse Yuko. 
Unday Records verwierf in de jaren die volgden naam als een kwaliteitslabel voor Belgische artiesten met een sterke eigen stem. Bekende (voormalige) namen op het roster zijn onder meer Trixie Whitley, Tamino, Millionaire, Het Zesde Metaal, Intergalactic Lovers en Mauro Pawlowski. Het label staat bekend om zijn focus op artistieke ontwikkeling op lange termijn, sterke visuele identiteit, en een vooruitstrevende, Europese positionering binnen het muzieklandschap

## Artiesten
Huidig
- Aäron Koch
- Bert Dockx
- Bianca Steck
- Bluai
- Dans Dans
- Dijf Sanders
- Echo Beatty
- Edmund November
- Elias
- Elis Floreen
- Emma Hessels
- Faces On TV
- Flying Horseman
- Hendrik Lasure
- Het Zesde Metaal
- Hydrogen Sea
- Intergalactic Lovers
- Ivy Falls
- Jan Swerts
- Mauro Pawlowski
- Millionaire
- Nordmann
- Ottla
- Pauwel
- Porcelain id
- Sam De Nef
- Sam De Nef & Camille Camille
- Sevens
- The Bony King of Nowhere
- Tin Fingers
- Wannes Cappelle

Retrospectief
- Blackie & The Oohoos
- Go March
- I Will, I Swear
- Ian Clement
- Imaginary Family
- Jan Verstraeten
- Madensuyu
- Maya's Moving Castle
- Strand
- Tamino
- The Germans
- Trixie Whitley
- Yuko